# Pribojszki Mátyás
Pribojszki Mátyás (Békéscsaba, 1974–) magyar szájharmonikás, zeneszerző, énekes.

## Élete
Tanítói diplomát szerzett, testnevelés szakkollégium kiegészítéssel (1993-1997). Tanított, úszást oktatott, valamint edzőként is dolgozott a békéscsabai Belvárosi Általános Iskola és Gimnáziumban, majd Mezőberényben is. Néhány évnyi budapesti kitérőt követően a 2010-es évek végén Balatonalmádiban telepedett le családjával. Zenei karrierje a '90-es évek elején indult. Korábbi zenekarai: Rag Doll (1992–93), Dobókocka (1993-1994), Blues Fools (1994–2003). 2003-tól vezeti a Pribojszki Mátyás Band-et, a csapat tagjai jazz- és bluesmuzsikusok. A névadó mellett az együttes jelenlegi tagjai: Szász Ferenc - gitár, Molnár Dániel - dob, Csizmadia László - basszusgitár. A rendszeres külföldi turnék, korábbi tagcserék és sok esetben a nehezen kiejthető név miatt a frontember Pribojszki Mátyás úgy döntött, hogy 2018. februárjától új névvel, de az utóbbi években már megismert zenekari tagokkal folytatja zenei pályafutását. A Jumping Matt & His Combo név utal a frontember becenevére, valamint a zenekar egyedi zenei stílusára, ami egészen sajátos, szűk műfaji keretek közé nehezen szorítható "west coast jump", amely alapvetően vidám, improvizációkkal teli igényes zene, blues, boogie-woogie, valamint rock and roll elemekkel, mindez finoman megspékelve soul és funky érzésekkel.
Pribojszki Mátyás az elmúlt több mint 25 évben mintegy 30 országban lépett fel zenekaraival. 1997-ben a németországi szájharmonika világbajnokságon kiváló minősítést szerzett. Tizenkét év múlva már ő volt az egyik tagja a nemzetközi zsűrinek a trossingeni szájharmonika vb-n. 2011-ben, majd 10 év elteltével 2021-ben is fellépett az észtországi Baltic-Nordic harmonika fesztiválon, ahol szintén tagja volt a nemzetközi zsűri csapatának is. Hosszú évek óta a legendás német szájharmonika gyártó cég, a Hohner hivatalos "endorsere".
„Pribojszki Mátyás egyike azon kevés magyar muzsikusoknak, akik igazán jól és egyéni módon szájharmonikáznak. Nemcsak új színt és megszólalást hozott a hazai blueséletbe, de zenéjével azokat is képes megszólaltatni, akiket amúgy ez a műfaj elvétve kavar fel.” (Jávorszky Béla Szilárd) – író, zenei szakújságíró).
2005-ben jelent meg a Pribojszki Mátyás Band első lemeze „Flavours” címmel, majd 2007 nyarán, a „Live in Budapest” című DVD-je. 2008 nyarán látott napvilágot a csapat második stúdióalbuma „How many more?” címmel, amely már a megjelenésekor aranylemez lett. A zenekar stílusa alapvetően vidám blues zene, a dallamos jazz és a dinamikus groove keveréke, erős funky érzésekkel.
2009 tavaszán új, abszolút akusztikus lemezt („Room for two”) készített, amelyen az osztrák gitáros, szerző, énekes, Ripoff Raskolnikovval készült közös felvételei hallhatóak. 2010. augusztus 26-án jelent meg a zenekar  „Boogie on the ship” c. cd-je, amely egy rendkívül vidám, improvizációkkal teli, 100%-ban élő koncertlemez. 2013. őszén jelent meg a "Treat" c. stúdiólemez, amelynek utómunkálatai az amerikai (Kalifornia) Greasland Stúdióban készültek és az anyag többnyire saját számokat tartalmaz. Hosszú évek közös muzsikálása hozta létre a Grunting Pigs akusztikus blues duót, amelyben Pribojszki Mátyás - ének, szájharmonika, valamint Szász Ferenc - gitár, vokál közreműködik. A duó több hazai klubban, fesztiválon, valamint nemzetközi blues fesztiválokon is rendszeres fellépő. Lemezük Grunt away címmel, 2016. áprilisában jelent meg. 2016. június 8-án látott napvilágot a Pribojszki Mátyás Band ötödik stúdiólemeze "My stories" címmel, amely szinte teljes egészében egy szerzői lemez. Visszatekintés az elmúlt húsz esztendő és a jelen történéseire, történeteire, mindez rendkívül színes zenei közegben, sok nagy, nemzetközileg is elismert vendég közreműködésével: Charlie Musselwhite, Bob Margolin, Andy J. Forest, Bill Barrett, Ryan Donohue, Little G. Weevil, Raphael Wressnig, Ripoff Raskolnikov, Chris "Kid" Andersen, Lisa Leuschner Andersen, Nemes Zoltán.  A zenekar hosszú évek óta ad közös koncerteket a Pénzügyőr Zenekar (Custom Big Band) fúvóskarával. Legutóbbi lemezüket 2018. nyarán rögzítették közösen és szeptember 20-án jelent meg “Dressed up" címmel. A dalokban központi szerepet kap Pribojszki Mátyás ("Jumping Matt") hangszere a szájharmonika, ami a klasszikus hangzása mellett, speciális, elektromos hangzásban is többször megszólal és amely együtt a big band fúvóskarával abszolút egyedi hangzást eredményez. Az albumon tizenkét dal található, amelyből tizenegy korábbi, angol nyelvű, saját szerzemény. A zárószám, a “Switchin’ in the kitchen” pedig egy Big Joe Turner darab feldolgozása, ami már hosszú évek óta szerepel a zenekar repertoárjában, de nagyzenekari hangzásban most rögzítették először.
A csapat korábbi néven – Pribojszki Mátyás Band – több alkalommal volt meghívott előzenekar nemzetközi fesztiválokon, így fellépett az egykori Rolling Stones tag “Bill Wyman and the Rhythm Kings”, a “Vaya Con Dios”, legutóbb pedig a legendás világsztár “Sir" Tom Jones előtt! Az előzenekari fellépés olyan sikeres volt és annyira tetszett Tom Jones-nak valamint zenekarának, hogy a világsztár felhívta  a VeszprémFest színpadára "Matt"-ot egy közös örömzenélésre is.
Videó: https://www.youtube.com/watch?v=r9avddxBZHM
Pribojszki Mátyás a hazai könnyűzenei élet kiválóságainak lemezein és koncertjein is rendszeresen meghívott vendég, így az elmúlt években olyan előadókkal játszott együtt, mint Tóth Vera, Caramel, Bartók Eszter, Pély Barna, Varga Viktor, Szabó Eszter, Kontor Tamás, a Club 54, a Unisex, a Kowalsky meg a Vega, Dévényi Ádám, a KFT, a Republic, valamint a Hobo Blues Band. A nemzetközi fellépéseken pedig olyan világsztárokkal, mint Tom Jones, Charlie Musselwhite, Bob Margolin, Duke Robillard, Otis Grand, Howard Tate, Paul Lamb, Andy J. Forest, Herbie Goins, Ian Siegal, Enrico Crivellaro, Mike Sponza, illetve Jean–Jacques Milteau, aki a zenekar korábbi „Flavours” c. lemezének ajánlójában, Mátyás stílusteremtő játékát méltatja.
Legutóbbi, 2018. őszén megjelent “Dressed up” c. nagylemezükkel ismét sikerült a nemzetközi zenei sajtó figyelmét is felkelteni, több interjú felkérés érkezett Blues Blast Magazine (USA), Blues Juntion Productions (USA), Roots Music Report (USA), Blues Matters (UK), Bluesnews Magazine (DE, FI, NL, NO), Rootstime (BE), Bluesharpinfo (B/NL) valamint rengeteg pozitív lemezkritika látott napvilágot európai és amerikai szaklapokban egyaránt. A zenekar számait több európai és amerikai rádió játssza rendszeresen.

## Fesztiválok, ahol fellépett
- Jammin' in DC Junction City Blues & BBQ Festival (Amerikai Egyesült Államok)
- Gronau Jazz & Blues Festival (Németország)
- Rauma Blues Festival (Finnország)
- Budapesti Nemzetközi Bor- és Pezsgőfesztivál
- World Harmonica Festival (Németország)
- Baltic Nordic Harmonica Festival (Észtország)
- Kwadendamme Blues Festival (Hollandia)
- October Blues Festival (Norvégia)
- Lugos Blues Festival (Románia)
- Blues On The Bay Festival (Észak-Írország)
- Blues A Roses Festival ( Spanyolország)
- (Ge)Varenwinkel Festival (Belgium)
- Harmonica Sur Cher (Franciaország)
- Blues Alive (Csehország)
- Puisto Blues Festival (Finnország)
- Harmonica Bridge Festival (Lengyelország)
- Budapest Blues Fesztivál
- Harvest Time Blues Festival (Írország)
- Sárospataki Dixieland és Blues Fesztivál
- Cseh Sörök Fesztiválja, Debrecen
- Mediawave Fesztivál, Győr, Szombathely
- Tér-Film-Zene Fesztivál, Budapest
- Szegedi Bor Napok
- Pannonhalmi Jazz Terasz
- Blues for Timisoara, Temesvár (Románia)
- Trossingen Blues Fabrik (Németország)
- Sziget Fesztivál
- Breda Jazz Festival (Hollandia)
- Lamantin Jazz Fesztivál, Szombathely
- Vienna Blues Spring, Bécs, (Ausztria)
- Blues Jamboree, Nove Zámky, (Szlovákia)
- Blues and Jazz Festival, Pancevo, (Szerbia)
- Blues Festival, Most, (Csehország)
- Octoberblues Festival (Norvégia)
- BluesAlive (Csehország)
- Gastroblues Fesztivál (Paks)
- Pordenone Blues Festival (Olaszország)
- Blues Open (Hollandia)
- Moulin Blues Festival (Hollandia)
- Tusnad Gastro Blues Festival (Romania)

## Diszkográfia
- Blues Fools - Foolstory (1996)
- Blues Fools- Fools In The Blues (1998)
- Matthis - Best Of Christmas (1999)
- Blues Fools - On The Move (2000)
- Blues Fools - All These, Oldies (2003)
- Pribojszki Mátyás Band - Flavours (2004)
- Pribojszki Mátyás Band - Live In Budapest (2007)
- Pribojszki Mátyás Band - How Many More (2008)
- Ripoff Raskolnikov & Pribojszki Mátyás - Room For Two (2009)
- Pribojszki Mátyás Band - Boogie On The Ship (Live) (2010)
- Pribojszki Mátyás Band - Treat (2013)
- Grunting Pigs - Grunt away (2016)
- Pribojszki Mátyás Band / Jumping Matt & His Combo - My Stories (2016)
- Jumping Matt & His Combo feat. Custom Big Band - Dressed up (2018)
- Grunting Pigs - Having a party (2020)